# John R. Opel
John Roberts Opel, né le 5 janvier 1925 à Kansas City dans le Missouri et mort le 3 novembre 2011 à Fort Myers en Floride, est un homme d'affaires américain du monde de l'informatique. Il a notamment été Président et directeur général d'International Business Machines (IBM).

## Biographie

### Formation
John Roberts Opel est né à Kansas City dans le Missouri. Il grandit à Jefferson City, également dans le Missouri, où il étudie l'anglais au Collège Westminster à Fulton. Il est ensuite enrôlé dans l'armée et combat aux Philippines et à Okinawa durant la Seconde Guerre mondiale.
En 1949, il obtient sa Maîtrise en administration des affaires à l'Université de Chicago.

### Carrière à IBM
Une fois diplômé, il se voit proposer deux offres d'emplois, l'une consistant à la réécriture de manuels d'économie et l'autre à la prise en charge de l'activité  matérielle de son père. C'est lors d'une séance de pêche avec son père et un ami de la famille, employé chez IBM, qu'il se voit offrir un poste de vendeur chez IBM, emploi qu'il accepte.
En 1959, John R. Opel devient attaché de direction à IBM alors que la compagnie est dirigée par Thomas J. Walter Jr. Il gravit rapidement les échelons et prend des responsabilités dans les secteurs manufacturiers et de relations publiques, ainsi que dans d'autres divisions de l'entreprise. Il réussit en 1964 la mise en place de l'ordinateur IBM 360.
De 1974 à 1985, il est président d'IBM. En parallèle, de 1983 à 1986, il est également directeur général de la société.
Il meurt à son domicile de Fort Myers, en Floride, en 2011 alors qu'il était âgé de 86 ans.